# Az óraorientált időfelfogás Magyarországon
Magyarországon a napjainkban ismert és használt óraorientált időérzékelés kialakulását történetírásunk a 18–19. századra datálja. Ezen korszakot a rendi társadalom hivatalos, rendeleti felszámolása és a polgári réteg átalakulása jellemezte. Az említett időszakban azonban nem csupán a modernizáció és a polgárosodás hatott a társadalom mindennapjaira, hanem az életritmus és az azzal járó időfelfogás átalakulása is.

## Időfelfogás a modernizáció előtt
A hagyományos társadalom időfelfogását a feladatorientáltság jellemezte. Mivel a társadalom nagy része az agrárgazdaságban termelő paraszt volt, így általánosan a 18–19. századot megelőző korokban az életritmust elsősorban a természeti és napszaki tényezők váltakozásai határozták meg, tehát nem jellemezte stabil szabályszerűség a napi teendők beosztását. Egy nap kezdete illetve vége a napfelkeltéhez és a napnyugtához illeszkedett, a kettő közötti munka hosszát és tagoltságát az évszak, valamint az elvégzendő munkafolyamat természete határozták meg. A pihenés és az aktív munka szabálytalanul, hullámokban különültek el egymástól, leginkább a munka-szezonok és a vallási, illetve népi szokások mozgatták a munka és a semmittevés ciklusainak forgását.

## A modernizáció hatása az időfelfogásra és a munka világára
A társadalmi munkamegosztás komplikáltabbá válásával és a pontosságra való termelői igény létrejöttével – ahogy a zárt termelői és kisiparos közösségek egyre bekapcsolódhattak a folyamatosan kibontakozó kapitalista piacközösségbe – egyre nőtt az igény a szabályosságra.
1814-ben például még az idősebb birtokos réteg köreiben ritkaságszámba tartozott ha valaki napi tevékenységeit órára lebontva osztotta be, de a nap kötelességeinek és teendőinek végeztével a közös vacsora időpontját azonban már gyakran órára pontosan meghatározták. Ezen átmeneti réteg gyermekei, a következő generáció viszont az iskolán keresztül már életének minden mozzanatát az órához és annak perceihez pontosan igazítva élte, megalapozva a modern társadalom napirendjének időbeosztásának elterjedését.
Immáron az idő pénz elve folyamatosan terjedni látszott: a polgárok, az árutermelésben aktívan bekapcsolódó birtokos nemesi és paraszti réteg határozott és alaposan megtervezett időbeosztással szervezték meg munkálataikat és utazásaikat. Ezen rendszerezettség és a gyors mozgásra való igény szabályosan fellendítette a gyorskocsi-vállalkozások fejlődését, a 19. század emberének többé nem volt ideje napokon át utaznia, hogy vásárokon értékesítse termékeit, vagy várakoznia, hogy a nyersanyagok megérkezzenek a folyamatosan működő feldolgozókba. Így tehát az életritmus órára való hozzáillesztése teljes mértékben létkérdéssé vált a társadalom és a gazdaság működtetése szempontjából, mely napjaink munkavilágát is mozgatja.